# Региональные выборы в Эмилии-Романье (2005)
Региональные выборы  состоялись в Эмилии-Романье (Италия) 3 и 4 апреля 2005 года. Победителем стал действующий президент Васко Эррани, кандидат от левоцентристской коалиции Союз, основным оппонентом которого был поддержанный правоцентристской коалицией Дом свобод Карло Монако.

## Избирательная система
Региональные выборы в Эмилии-Романье проводились по «закону Татарелла» (принят в 1995 году), который устанавливал смешанную избирательную систему: ⅘ регионального совета избирались по округам (соответствующим провинциям) по пропорциональной системе с использованием метода наибольшего остатка с квотой Друпа по открытым спискам. Остаток голосов и незаполненные места объединялись в «единый региональный округ», внутри которого пропорции и наибольшие остатки делились по методу Хэра между партийными списками в этих провинциях. ⅕ мест в региональном совете распределялась по мажоритарной системе по общему региональному списку, лидер которого становился президентом региона, а остальные кандидаты входили в состав регионального совета.
Для списков в провинциях был установлен процентный барьер в 3 %, но непрошедшие его кандидаты все равно могли попасть в региональный совет, если их общерегиональный список набрал не менее 5 %.
Допускался панашаж: избиратель мог проголосовать за кандидата в президенты регионов, но выбрать провинциальный список другой партии.

### Распределение мест по избирательным округам
| Провинция                                   | Мест | Провинции и метрополитенский город Болонья на карте области Эмилия-Романья |
| Болонья                                     | 14   | Провинции и метрополитенский город Болонья на карте области Эмилия-Романья |
| Феррара                                     | 3    | Провинции и метрополитенский город Болонья на карте области Эмилия-Романья |
| Форли-Чезена                                | 4    | Провинции и метрополитенский город Болонья на карте области Эмилия-Романья |
| Модена                                      | 6    | Провинции и метрополитенский город Болонья на карте области Эмилия-Романья |
| Парма                                       | 5    | Провинции и метрополитенский город Болонья на карте области Эмилия-Романья |
| Пьяченца                                    | 3    | Провинции и метрополитенский город Болонья на карте области Эмилия-Романья |
| Равенна                                     | 2    | Провинции и метрополитенский город Болонья на карте области Эмилия-Романья |
| Реджо-нель-Эмилия                           | 4    | Провинции и метрополитенский город Болонья на карте области Эмилия-Романья |
| Римини                                      | 4    | Провинции и метрополитенский город Болонья на карте области Эмилия-Романья |
| Кандидаты в президенты и премия большинства | 6    | Провинции и метрополитенский город Болонья на карте области Эмилия-Романья |
| Всего                                       | 50   | Провинции и метрополитенский город Болонья на карте области Эмилия-Романья |

## Результаты выборов
|                                                                       |                                                                       |                                                                       |                                                                       |                                           |                           |           |       |       |
| Коалиция                                                              | Коалиция                                                              | Голоса                                                                | %                                                                     | Партия                                    | Партия                    | Голоса    | %     | Места |
|                                                                       | Васко Эррани                                                          | 1 579 989                                                             | 62,73                                                                 |                                           | Оливковое дерево          | 1 095 566 | 48,03 | 22    |
|                                                                       | Васко Эррани                                                          | 1 579 989                                                             | 62,73                                                                 | Партия коммунистического возрождения      | 130 609                   | 5,73      | 2     |       |
|                                                                       | Васко Эррани                                                          | 1 579 989                                                             | 62,73                                                                 | Партия итальянских коммунистов            | 79 406                    | 3,48      | 1     |       |
|                                                                       | Васко Эррани                                                          | 1 579 989                                                             | 62,73                                                                 | Федерация зелёных                         | 69 475                    | 3,05      | 1     |       |
|                                                                       | Васко Эррани                                                          | 1 579 989                                                             | 62,73                                                                 | Италия ценностей                          | 31 929                    | 1,40      | 1     |       |
|                                                                       | Васко Эррани                                                          | 1 579 989                                                             | 62,73                                                                 | Пополяры — Союз демократов за Европу      | 7 732                     | 0,34      | –     |       |
| Места, распределяемые по региональному списку                         | Места, распределяемые по региональному списку                         | Места, распределяемые по региональному списку                         | Места, распределяемые по региональному списку                         | 5                                         |                           |           |       |       |
|                                                                       | Карло Монако                                                          | 886 775                                                               | 35,21                                                                 |                                           | Вперед, Италия            | 415 406   | 18,21 | 9     |
|                                                                       | Карло Монако                                                          | 886 775                                                               | 35,21                                                                 | Национальный альянс                       | 201 963                   | 8,85      | 4     |       |
|                                                                       | Карло Монако                                                          | 886 775                                                               | 35,21                                                                 | Лига Севера                               | 109 092                   | 4,78      | 3     |       |
|                                                                       | Карло Монако                                                          | 886 775                                                               | 35,21                                                                 | Союз Центра                               | 89 787                    | 3,94      | 1     |       |
|                                                                       | Карло Монако                                                          | 886 775                                                               | 35,21                                                                 | Новая итальянская социалистическая партия | 19 372                    | 0,85      | –     |       |
| Место, закрепленное за кандидатом в президенты, занявшим второе место | Место, закрепленное за кандидатом в президенты, занявшим второе место | Место, закрепленное за кандидатом в президенты, занявшим второе место | Место, закрепленное за кандидатом в президенты, занявшим второе место | 1                                         |                           |           |       |       |
|                                                                       | Бруно Барбьери                                                        | 26 712                                                                | 1,06                                                                  |                                           | Список потребителей       | 15 520    | 0,68  | –     |
|                                                                       | Джанни Корреджиари                                                    | 25 052                                                                | 0,99                                                                  |                                           | Социальная альтернатива   | 15 193    | 0,67  | –     |
| Всего                                                                 | Всего                                                                 | 2 518 528                                                             | 100                                                                   |                                           | Всего                     | 2 281 050 | 100   | 50    |
| Пустые и недействительные бюллетени                                   | Пустые и недействительные бюллетени                                   | 119 959                                                               | 4,55                                                                  |                                           | Пустые и недействительные | 357 437   | 13,55 |       |
| Зарегистрированные избиратели/Явка                                    | Зарегистрированные избиратели/Явка                                    | 3 441 207                                                             | 76,67                                                                 |                                           |                           |           |       |       |
| Источник: Ministero degli Interni, Archivio Storico delle Elezioni.   |                                                                       |                                                                       |                                                                       |                                           |                           |           |       |       |